# Kleinkastell Benia bel Recheb

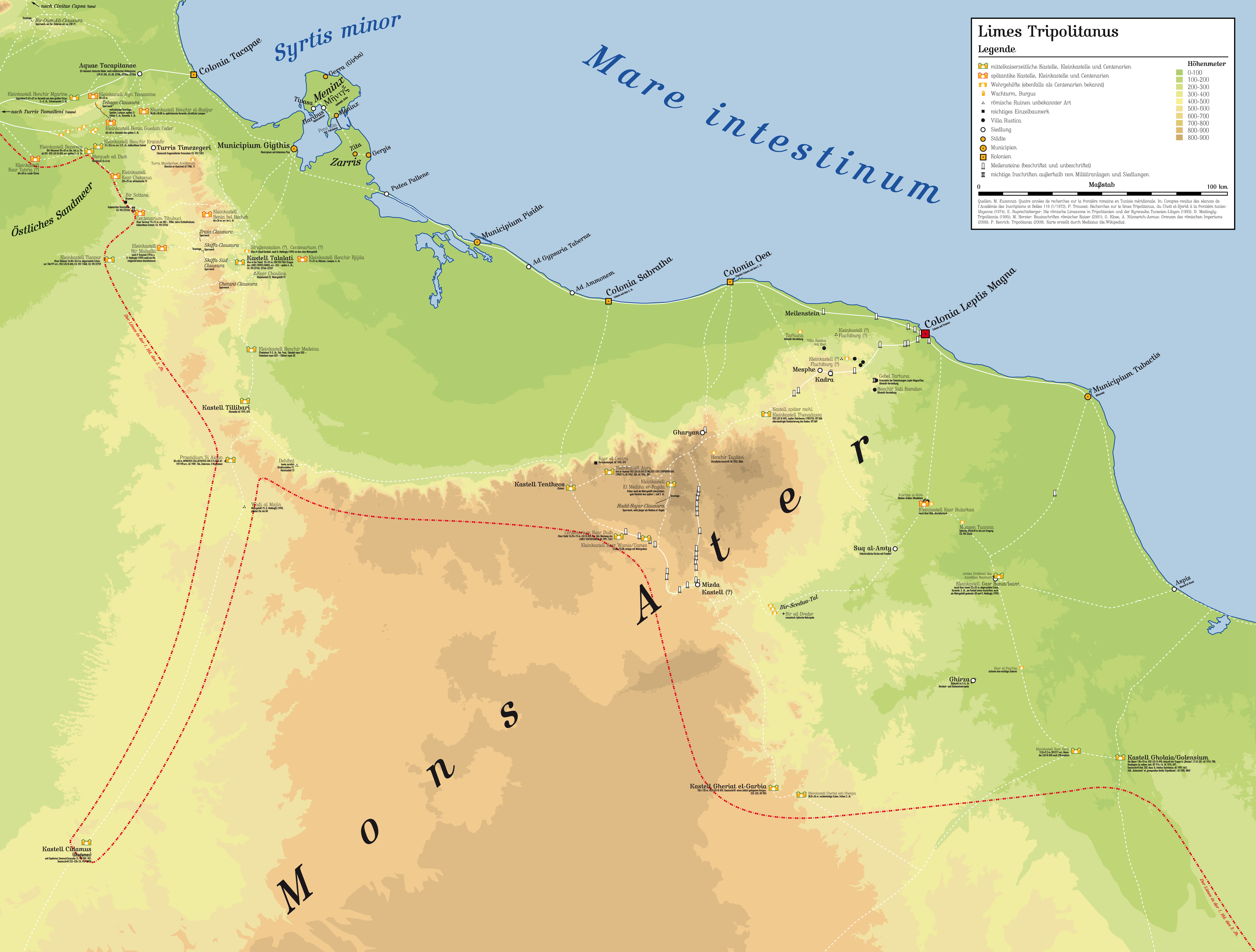
Das Kleinkastell im Verbund des Limes Tripolitanus

Plan des Kleinkastells mit einigen der von Raymond Donau vorgenommenen Bemaßungen sowie der ebenfalls von ihm vorgenommenen Benennung der Türme

Das Kleinkastell Benia bel Recheb ist ein spätrömisches Militärlager, dessen Besatzung für Sicherungs- und Überwachungsaufgaben an einem Teilabschnitt des Limes Tripolitanus in der Provinz Tripolitania zuständig war. Die Grenzanlagen bildeten hier ein tiefgestaffeltes System von Kastellen und Militärposten. Die Befestigung sicherte zum einen die Djeffara-Ebene, das fruchtbare küstennahe Land der Provinz im Osten, vor Angreifern aus der Wüstenregion und kontrollierte gleichzeitig den Warenhandel für Rom. Zudem oblag der Besatzung die Kontrolle der Sperrwerke (Clausurae)  am südlich gelegenen Djebel Demmer. Die durch Steinraub ausgeplünderte Kastellruine befindet sich am Oberlauf des Wadi Bel Recheb zwischen den Höhenzügen des Berglandes von Dahar südwestlich der Ortschaft Ksar El Mhadha in Südtunesien, Gouvernement Medenine. Insbesondere die Reste der Umfassungsmauer sind teilweise noch erhalten geblieben.

## Lage
Das in eindrucksvoller Mittelhanglage errichtete Kleinkastell beherrschte den westlichen Eingang zum fruchtbaren Talbecken, in dem das Wadi Bel Recheb seinen Anfang nimmt. Dort verlief eine wichtige Passstraße über die Höhenzüge des Dahar in die reiche Küstenzone der Provinz. Im eigentlichen Wadi Bel Recheb, das östlich des Kleinkastells Benia bel Recheb beginnt, befinden sich zwei weitere, für die Kontrolle der Region wichtige Militärstandorte. Den westlichen Talausgang überwachte das Kleinkastell Tisavar, von dem aus gleichzeitig der unmittelbare Grenzsektor des Limes Tripolitanus entlang des Östlichen Sandmeers kontrolliert wurde. Zwischen diesem Grenzkastell und der Fortifikation am oberen Ende des Trockentals errichtete das römische Militär mit dem Kleinkastell Bir Mahalla einen weiteren Truppenstützpunkt am Rande des Wadis.
Vom Standort des Kleinkastells Benia bel Recheb aus konnte die Garnison den Großteil des weiträumigen Talbodens inmitten des Dahar überblicken. Südwestlich der Fortifikation verbanden sich am Talein- beziehungsweise -ausgang die wichtigsten Hauptäste der dort zusammenströmenden Trockenflüsse, um nach Westen zur Wüste hin abzufließen.

## Forschungsgeschichte
Die kleine Anlage wurde zuerst von dem französischen Forschungsreisenden Paul Blanchet (1870–1900) sowie den französischen Offizieren Raymond Donau (1862–1930) und Le Boeuf beschrieben und vermessen. Im Jahr 1903 notierten die Forscher, dass der gute Erhaltungszustand der Fortifikation bereits Besucher angezogen hätte, trotzdem konnten zwischen den Bauzuständen von 1891 und 1901 Zerstörungen festgestellt werden, die in Form von massivem Steinraub bis in die Gegenwart anhalten.

## Baugeschichte
Das knapp über 40 × 40 Meter (= 0,16 Hektar) umfassende rechteckige Kleinkastell weist nach Ansicht des britischen Archäologen David Mattingly viele Ähnlichkeiten mit dem gleichfalls spätantiken Kleinkastell Benia Guedah Ceder auf. Benia bel Recheb besitzt die für das 4. Jahrhundert typische Bauform eines Quadriburgiums. Seine Bedeutung als Garnisonsorts ist jedoch wesentlich geringer als die des bereits 263 n. Chr. errichteten Kastells Talalati, das 0,86 Hektar groß gewesen ist. Talalati lag als bedeutende rückwärtige Stellung im östlichen Raum des Dahar. Seine Stammeinheit bildete die Cohors VIII fida equitata, die für die Überwachung eines gesamten Limesabschnitts des Limes Tripolitanus, des Limes Talalatensis, zuständig war. Hierzu zählte auch das Kleinkastell Benia bel Recheb, das vielleicht als Außenposten des Kastells Talalati gesehen werden kann. Die in das dritte Jahrhundert n. Chr. datierenden Ostraca aus dem in Libyen gelegenen Grenzkastell Gholaia/Bu Njem bestätigen die Beteiligung einer regulären Garnison an routinemäßigen polizeilichen Aufgaben sowie der Überwachung von Zivilisten.

### Umfassungsmauern

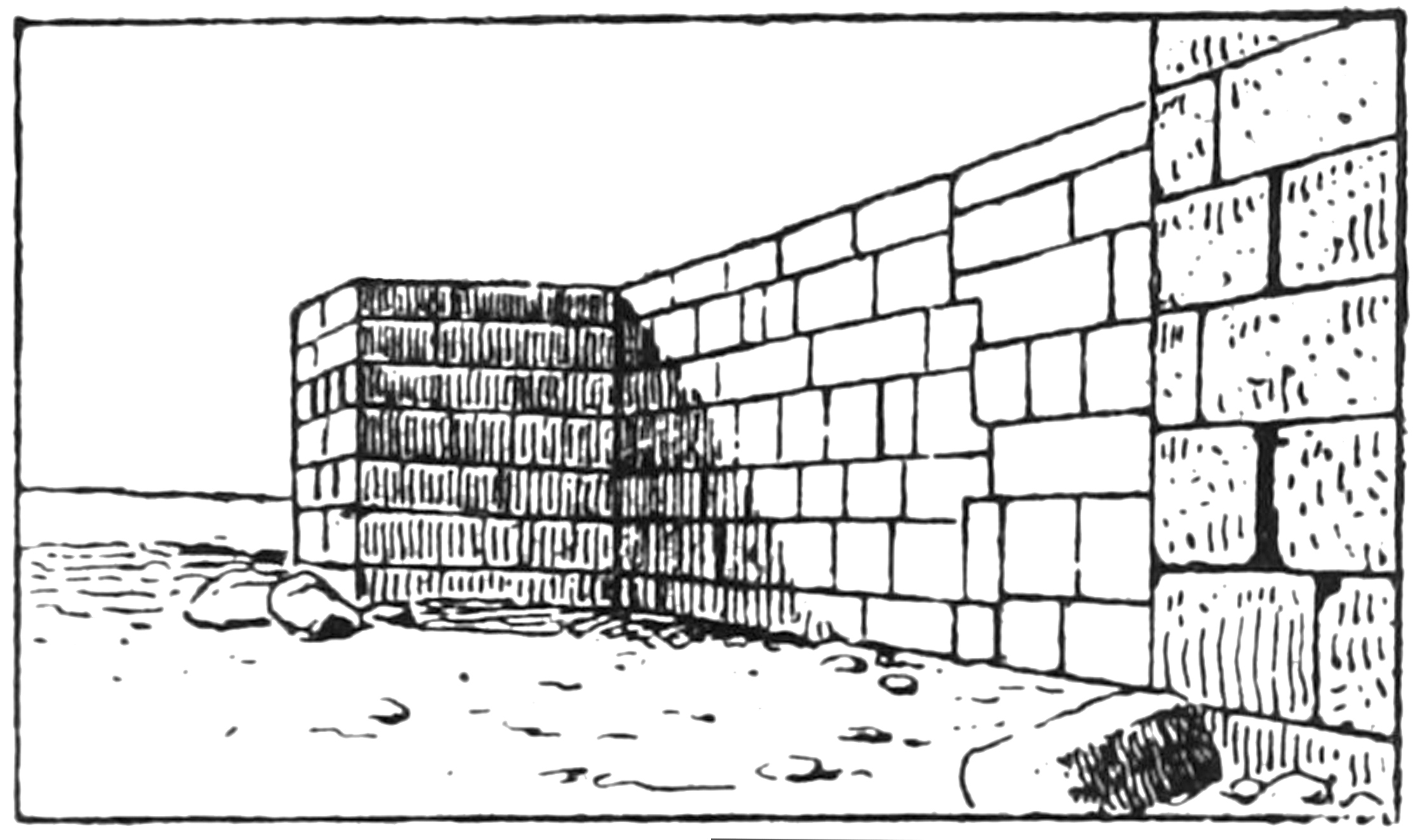
Zustand der Umfassungsmauer mit Eck- und Zwischenturm vor dem Ersten Weltkrieg

Die Umfassungsmauern der kleinen Anlage bestehen aus sorgfältig gehauenen rechteckigen Quadern, die möglicherweise aus einem Steinbruch stammen, der sich weiter stromabwärts im selben Tal befand und als „Reha Bel Recheb“ bezeichnet wurde. Die Quader haben eine einheitliche Höhe von 0,49 Metern, sind zwischen 0,50 und 0,60 Metern breit und zwischen 0,80 bis einen Meter, maximal 1,50 Meter, lang. Die hochwertige handwerkliche Arbeit hatte viel zum guten Erhalt des Bauwerks bis in das frühe 20. Jahrhundert beigetragen. Die von dem französischen Archäologen Jules Toutain (1865–1961) im Jahr 1903 vorgestellten Untersuchungen legten dar, dass die Wehrmauer in einem Bereich zwischen den Türmen noch intakt schien und dort vier Meter hoch gewesen ist. Sowohl an der Basis als auch an dem 0,33 Meter hohen Gesims sprang die Mauer leicht hervor. Am Gesims betrug dieser Vorsprung rund 0,15 Meter. Die Wände der Umfassungsmauer waren offensichtlich nur im unteren Bereich mit großer Sorgfalt verfugt worden. Die allgemeine Festigkeit des Bauwerks garantierte das Gewicht der Quadersteine. Ihr Verbau gibt im Ganzen gesehen zumeist ein recht unregelmäßiges Bild der Mauer.
In allen vier Ecken befanden sich weit aus dem Mauerverband hervorspringende rechteckige Türme. Donau stellte bei seinen 1903 veröffentlichten Untersuchungen fest, dass mindestens noch zwei sich gegenüberliegende Zwischentürme, die ebenfalls deutlich aus dem Verband der Umfassungsmauer herausragten, existiert haben. Ein dritter Zwischenturm könnte nach Donaus Dafürhalten an der nordwestlichen Flanke der Anlage bestanden haben. Laut den Beobachtungen der frühen Forscher haben die Türme damals noch Zinnen besessen. Des aufwendig konstruierte Haupttor, das dem fraglichen Zwischenturm gegenüberliegt, bestand aus einer einspurigen Zufahrt, die von zwei ebenfalls weit aus dem Mauerverband hervorspringenden rechteckigen Türmen flankiert wurde. Angreifer, die das äußere Tor überwunden hatten, befanden sich anschließend in einem kleinen, rechteckig abknickenden Korridor von 2,40 Metern Breite, der im Zufahrtsbereich des Tores 8,40 Metern lang war – einer Clavicula. Hier waren die Angreifer den Verteidigern schutzlos ausgeliefert. Erst nach Überwindung eines dort befindlichen Tores, das in Benia bel Recheb allerdings nicht nachgewiesen werden konnte, war es dem Feind möglich, das Kastellinnere zu stürmen.

### Innenbebauung
Im Inneren dieser Umwehrung konnten einige bauliche Strukturen festgestellt werden. So erkannten die ersten Forscher zu Beginn des 20. Jahrhunderts insbesondere in der nördlichen Kastellecke Stubeneinheiten und Depotbauten. Diese Strukturen, die aus kleinen, grob gehauenen Mauersteinen bestanden, war noch 1964 erkennbar. Wie an vielen anderen Fundorten der Region wurden die handlichen, gut transportierbaren Steine aus dem Inneren der Anlage jedoch bis in die jüngste Zeit ein vorrangiges Ziel von Steinräubern, während die großen Quader der Umfassungsmauer eher in situ erhalten blieben. Die scheinbare Leere des Innenraums des Kleinkastells und der manchmal postulierte angeblich unvollendete Zustand spiegeln tatsächlich die nachrömische bis moderne Entwicklung des Baudenkmals wider und haben nichts mit dem ursprünglichen Erscheinungsbild zu tun.